# David Martí
David Martí (n. Barcelona; 1971) es un maquillador y artista de efectos especiales de cine español. 
En 1991 creó el Estudio DDT SFX de Barcelona con el que ha participado en numerosas producciones cinematográficas nacionales e internacionales.
En 2006 recibió, junto a Montse Ribé, el premio Óscar al mejor maquillaje por su trabajo en El laberinto del fauno.

## Premios y distinciones
Premios Óscar
| Año  | Categoría        | Película               | Resultado |
| ---- | ---------------- | ---------------------- | --------- |
| 2007 | Mejor maquillaje | El laberinto del fauno | Ganador   |

- Goya a los mejores efectos especiales en 2005 por Frágiles
- Goya a los mejores efectos especiales en 2006 por El laberinto del fauno
- Goya a los mejores efectos especiales en 2007 por El orfanato
- Goya al mejor maquillaje y peluquería en 2011 por La piel que habito

- Ariel en 2006 por el maquillaje de El laberinto del fauno